# Wine (Bischof)
Wine (auch Wini; † vor 672) war Bischof von Winchester und London. Er wurde 660 zum Bischof geweiht und trat sein Amt in Winchester im selben Jahr an. Möglicherweise wechselte er 663 nach Dorchester. Als gesichert gilt nur, dass er ab 666 Bischof von London wurde. Er starb vor 672.